# Xia Xuanze
Xia Xuanze (en chino: 夏煊泽; Rui'an, 5 de enero de 1979) es un deportista chino que compitió en bádminton, en la modalidad individual.
Participó en los Juegos Olímpicos de Sídney 2000, obteniendo una medalla de bronce en la prueba individual. Ganó una medalla de oro en el Campeonato Mundial de Bádminton de 1993.

## Palmarés internacional
| Juegos Olímpicos   | Juegos Olímpicos         | Juegos Olímpicos  | Juegos Olímpicos |
| Año                | Lugar                    | Medalla           | Prueba           |
| ------------------ | ------------------------ | ----------------- | ---------------- |
| 2000               | Sídney (Australia)       | Medalla de bronce | Individual       |
| Campeonato Mundial |                          |                   |                  |
| Año                | Lugar                    | Medalla           | Prueba           |
| 2003               | Birmingham (Reino Unido) | Medalla de oro    | Individual       |